# Tjul'ganskij rajon
Il Tjul'ganskij rajon (in russo Тюльганский район?) è un rajon dell'Oblast' di Orenburg, nella Russia europea. Istituito nel 1928, il capoluogo è Tjul'gan.